# Euler-erő
A klasszikus mechanikában az Euler-erő egy fiktív, érintő irányú tehetetlenségi erő, amely a nem egyenletesen forgó vonatkoztatási rendszerben levő megfigyelő számára jelentkezik. Az Euler-gyorsulás (más néven azimutális vagy keresztirányú gyorsulás ) az abszolút gyorsulás azon része, amelyet a vonatkoztatási rendszer szögsebességének időbeli változása okoz. 

## Intuitív példa
Az Euler-erőt egy körhintán lehet jól szemléltetni. Amikor a körhinta elkezd forogni, az ekkor megjelenő Euler-erő a benne ülőt a szék háttámlájához nyomja, és amikor a forgás lassulni kezd, a menetiránnyal megegyező irányú erő hat a székben ülőre. 
Az erőhatás egyre nő a forgástengelytől távolodva.

## Matematikai leírás
Az Euler-gyorsulás irányát és nagyságát a következő adja meg: 
{\displaystyle \mathbf {a} _{\mathrm {Euler} }={\frac {d{\boldsymbol {\omega }}}{dt}}\times \mathbf {r} ,}
ahol ω a forgó vonatkoztatási rendszer szögsebessége, r pedig a mozgó pont helyvektora a forgó rendszerben. 
Az m tömegű tárgyra ható Euler-erő tehát 
{\displaystyle \mathbf {F} _{\mathrm {Euler} }=-m\mathbf {a} _{\mathrm {Euler} }=-m{\frac {d{\boldsymbol {\omega }}}{dt}}\times \mathbf {r} .}

## Fordítás
Ez a szócikk részben vagy egészben  az   Euler force című angol Wikipédia-szócikk ezen változatának fordításán alapul.  Az eredeti cikk szerkesztőit annak laptörténete sorolja fel. Ez a jelzés csupán a megfogalmazás eredetét és a szerzői jogokat jelzi, nem szolgál a cikkben szereplő információk forrásmegjelöléseként.